# Melomys matambuai
Melomys matambuai — вид гризунів родини мишевих (Muridae). Він є ендеміком острова Манус у Папуа-Новій Гвінеї, де зустрічається в лісових місцях існування та є переважно деревним. Міжнародний союз охорони природи оцінив його природоохоронний статус як «під загрозою зникнення», оскільки природний ліс на острові поступово вирубується, а загальна площа поширення цього виду становить менше 1800 кв.км.

## Морфологічна характеристика
Гризун середнього розміру з довжиною голови й тулуба 151 мм, довжиною хвоста 141 мм, довжиною лапи від 30,3 до 31 мм, довжиною вух 18 мм і вагою до 145 грамів. Хутро коротке. Верхні частини червонувато-коричневі, а черевні частини білі. Вуха безволосі. Лапи світлі, вкриті дрібною шерстю. Хвіст коротший за голову й тулуб, чіпкий і рівномірно чорнуватий, що є унікальною характеристикою в роду Melomys, де він двоколірний.

## Поведінка
Це деревний вид.